# جون أوشيروكو
جون أوشيروكو  (باليابانية: 後宮 淳) كان جنرالًا في الجيش الإمبراطوري الياباني، وُلد في 28 سبتمبر 1884 وتوفي في 24 نوفمبر 1973.

## السيرة الذاتية
وُلد أوشيروكو في ما يُعرف اليوم بمدينة نانتان بمحافظة كيوتو، وكان الابن الرابع لمزارع. التحق بالمدارس العسكرية التحضيرية في أوساكا، وتخرج عام 1905 من الدفعة 17 لأكاديمية الجيش الإمبراطوري الياباني. شارك لفترة وجيزة في القتال خلال الحرب الروسية اليابانية كملازم في الفوج 38 للمشاة. ثم تخرج من كلية الأركان العامة عام 1917.
خدم أوشيروكو في عدة مواقع عسكرية، منها جيش كوانتونغ، والفرقة الثالثة، والفرقة الخامسة، إضافة إلى قسم السكك الحديدية في هيئة الأركان العامة. كما كان ملحقًا عسكريًا في أوروبا، ثم عاد إلى مانشوكو حيث تولى مسؤولية حماية السكك الحديدية في جنوب منشوريا. في أغسطس 1931، أصبح رئيس أركان الفرقة الرابعة.

## الترقيات والمناصب القيادية
- مارس 1934: تمت ترقيته إلى لواء وأصبح مسؤولًا عن إدارة الأفراد في هيئة الأركان.
- فبراير 1936: بعد حادثة 26 فبراير، كُلّف بتطهير الجيش من المتعاطفين مع المتمردين.
- أغسطس 1937: تمت ترقيته إلى فريق، وفي أكتوبر أصبح قائدًا للفرقة 26، المكلفة بحماية وسط منشوكو، ثم أُلحق بجيش حامية منغوليا الداخلية عام 1938.

1939: تولى قيادة الجيش الرابع لحراسة الحدود الشمالية لمنشوكو، لكنه بقي بعيدًا عن الجبهات الفعلية حتى أكتوبر 1940، عندما تم تعيينه قائدًا لجيش جنوب الصين، المسؤول عن احتلال مقاطعة قوانغدونغ وإدارة العمليات في قوانغشي.
- ديسمبر 1940: حصل على الوسام الكبير للشمس المشرقة.

يوليو 1941: أصبح رئيس أركان جيش الصين الاستكشافي.
- أغسطس 1942: تمت ترقيته إلى جنرال كامل وعاد إلى اليابان لقيادة جيش المنطقة الوسطى، المسؤول عن الدفاع عن الجزر اليابانية حتى فبراير 1944.

الحرب العالمية الثانية والسنوات الأخيرة
- فبراير 1944: تم تعيينه نائبًا لرئيس هيئة الأركان العامة، وعضوًا في المجلس الأعلى للحرب، ومفتشًا عامًا للطيران العسكري، حيث دعم استخدام الهجمات الانتحارية ضد الدبابات الأمريكية لتعويض ضعف الأسلحة المضادة للدبابات لدى اليابان.

بعد سقوط سايبان وانهيار حكومة هيديكي توجو، عاد إلى منشوكو لقيادة الجيش الثالث لمواجهة الغزو السوفيتي في أغسطس 1945. رغم ضعف قواته، رفض الانسحاب وشن هجومًا مضادًا على طول خط سكة حديد موكدن-بورت آرثر، مما أتاح وقتًا لإجلاء المدنيين اليابانيين.
بحلول 13 أغسطس 1945، انهارت قواته بالكامل، ثم تمردت قوات منشوكو، مما أنهى محاولاته لإعادة التجمع. استسلم للسوفييت في 21 أغسطس 1945، وقضى أكثر من عقد من الزمان في الأسر قبل عودته إلى اليابان في 26 ديسمبر 1956.
بعد الحرب والوفاة
- تولى رئاسة جمعية المحاربين القدامى في اليابان حتى وفاته في 1973. ودفن في مقبرة تاما بمدينة فوتشو، طوكيو.